# ニュージーランド空軍
ニュージーランド王立空軍（ニュージーランドくうぐん、英語: Royal New Zealand Air Force、マオリ語: Te Tauaarangi o Aotearoa）は、ニュージーランドの空軍。

## 概要
1923年にニュージーランド陸軍の一部門として設立され、1937年に陸軍より独立した。発足後は第二次世界大戦、マラヤ危機、朝鮮戦争、ベトナム戦争、湾岸戦争や国連平和維持活動に参加している。1945年に1,000機を超える戦闘機を保有していたが、2022年には48機まで縮小された。また2001年にA-4スカイホークとアエルマッキMB-339を装備した飛行隊が解散して以降、航空戦闘能力はない。
ニュージーランド空軍は空軍司令官に任命される空軍少将により率いられる。

## 歴史
ニュージーランドの軍事航空は、1913年にニュージーランド陸軍がイギリスからブレリオ・アエロノーティックの単葉機2機を貸与されたことから始まった。2機とも後にイギリスに返還された。

### 第一次世界対戦
ニュージーランド政府は、戦争に備えてパイロットを養成する2つの私立学校を支援した。オークランドにあるウォルシュ兄弟飛行学校は、ニュージーランドで初めて管制飛行を行ったレオ・ウォルシュとヴィヴィアン・ウォルシュによって設立された。
1916年、ヘンリー・ウィグラムはクライストチャーチのソックバーンにカンタベリー航空会社を設立し、パイロット養成のためにイギリスからコードロン複葉機を購入した。彼は、後にウィグラム飛行場となるこの飛行場を国防目的で政府に譲渡した。

### 戦間期

#### ニュージーランド常設空軍

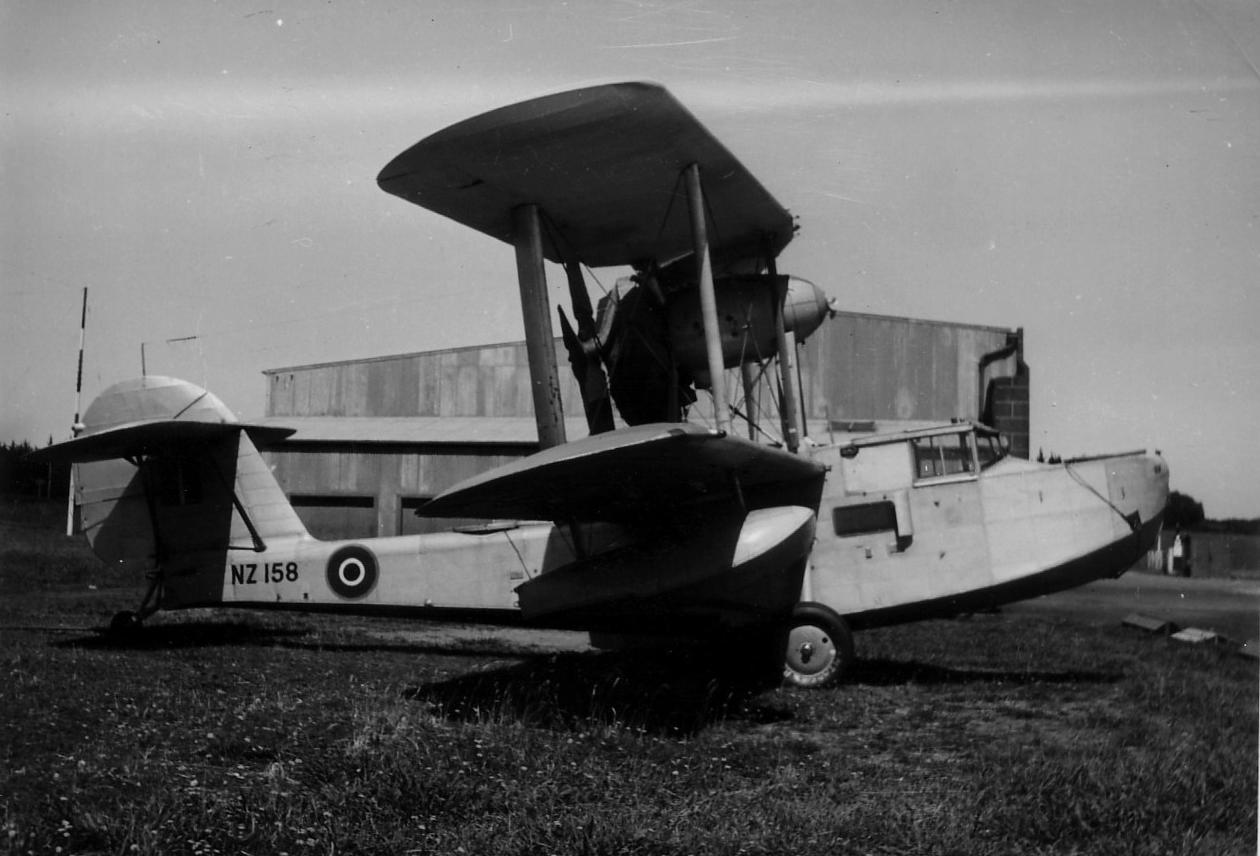
ニュージーランド常設空軍水上機部隊のスーパーマリン ウォーラス

戦争の終結時に、イギリスは各自治領に戦争余剰戦闘機100機を帝国贈呈として提供した。ニュージーランドは最後に応じたが、最も熱心ではなかった。アブロ 504、ブリストル F.2戦闘機、エアコ DH.4およびエアコ DH.9の合計33機の航空機がニュージーランドに到着したが、それらは保管されるか、飛行学校、バーンストーミング、民間航空会社に貸し出された。
1923年6月14日、ニュージーランド常設空軍が公布された。当初はニュージーランド陸軍の一部として、4人の将校と2人の幕僚が専任として配属され、さらに予備役の102人の将校がニュージーランド常設空軍に配属された。

### 第二次世界対戦

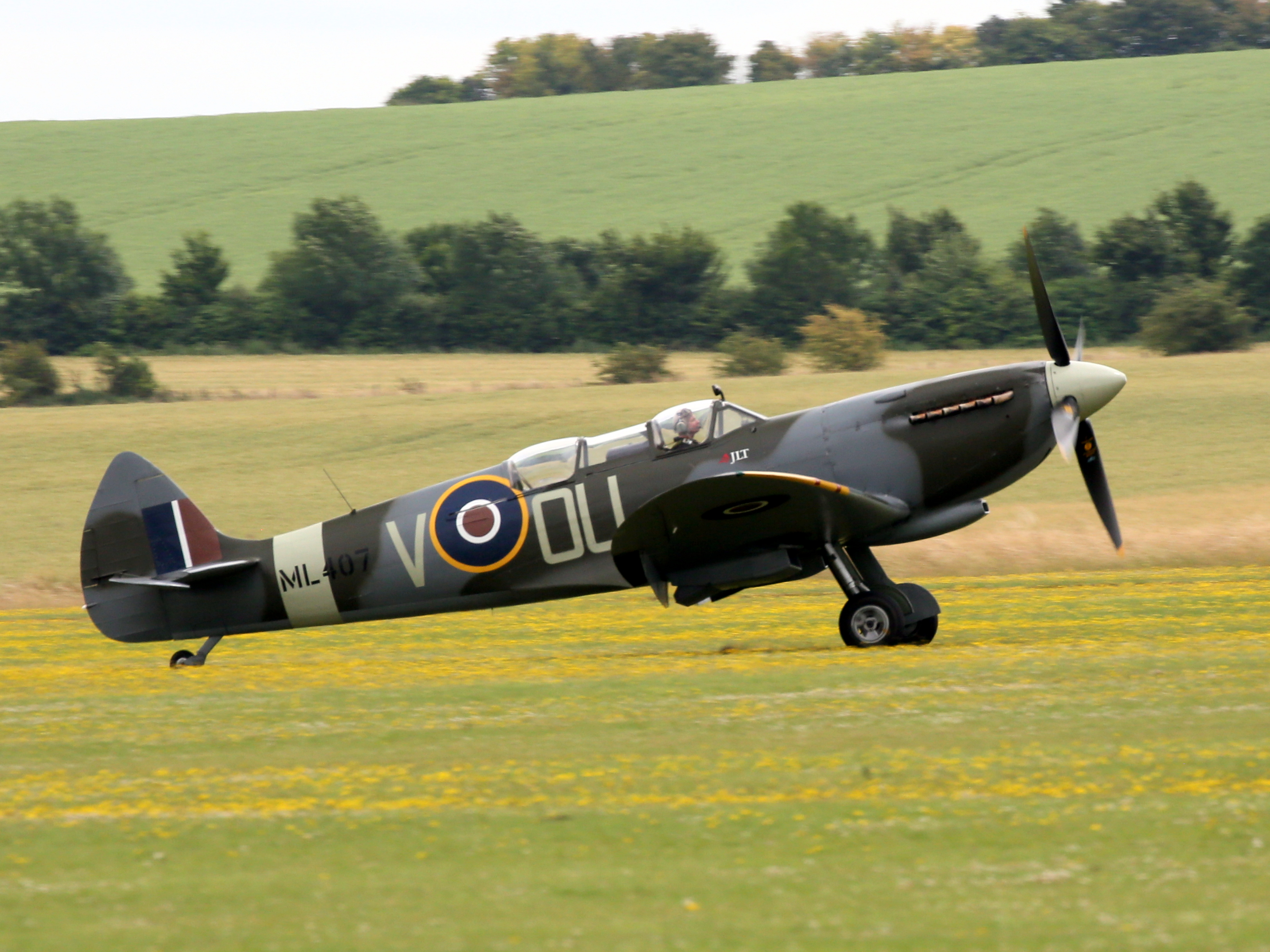
ニュージーランドのエースパイロット、ジョニー・ホルトン（DFC）がかつて操縦していた、復元されたMk IXスピットファイア。1946年に複座型に改造された。

第二次世界大戦勃発時、ニュージーランド空軍（RNZAF）の主要装備は1938年に発注されたビッカース ウェリントン爆撃機30機であった。機体は完成し、1939年にはRNZAFの乗組員がイギリスで訓練を行っていた。しかし、ヨーロッパでの戦争勃発の可能性が高まると、ニュージーランド政府は1939年8月に機体と乗組員をイギリスに提供した。彼らはイギリス空軍で第75飛行隊となった。他にも多くのニュージーランド人がイギリス空軍に勤務した。

#### 太平洋戦争
ドイツ軍の襲撃機の存在は、ニュージーランドを拠点とする戦闘部隊の結成につながり、当初はビルデビーストなどの機体を再武装し、デ・ハビランドDH.86などの徴用された旅客機を爆弾搭載用に急遽改造した。1941年初頭にはロッキード・ハドソンが調達され、この役割を引き継いだ。ヴィッカース・ヴィンセントとショート・シンガポールを擁する第5飛行隊はフィジーの防衛に派遣された。1941年12月、日本軍がニュージーランド北部の地域の大部分を攻撃し、制圧した。差し迫った侵略の脅威を前に、ニュージーランドは自国の防衛と同時に、イギリスを助ける必要に迫られた。ニュージーランドの練習機と旅客機には迷彩塗装と武装が施され、ノースアメリカン・ハーバード、ホーカー・ハインド、エアスピード・オックスフォード、さらにはデ・ハビランド・タイガーモスといった様々な機種が、侵略の際に運用するためのシャドー爆撃機、陸軍協力隊、戦闘機隊を編成した。
南太平洋の部隊を管理するために、1943年3月10日にシドニー・ウォリングフォード空軍准将を司令官として、第1島嶼グループが結成された。
第二次世界大戦後、第14飛行隊は占領軍のJフォースの一員として日本に派遣された。

### 冷戦

#### 朝鮮戦争
朝鮮戦争ではニュージーランド空軍の部隊は派遣されなかったが、多くのニュージーランド人が朝鮮戦争で他の空軍に勤務した。そのうちの1人、ヴァンス・ドラモンドは撃墜され捕虜となった。ニュージーランド陸軍砲兵中尉は、軽飛行機の観測員として米空軍戦術管制部隊に配属された。ニュージーランド生まれのアラン・ボクサー（後に空軍中将）は、米空軍への派遣でB29の乗員となった。1953年2月11日、オーシャンからイギリス海軍中尉として朝鮮半島に派遣されたニュージーランド人のセドリック・マクファーソン（Cedric Macpherson）は、乗機のホーカー・シーフューリーを撃墜され、死亡した。5人のニュージーランド人がオーストラリアの空母シドニーから、韓国上空でのオーストラリア海軍の任務に参加した。これらのパイロットの中には、かつてニュージーランド空軍に所属していた者もいれば、イギリス・オーストラリア両軍に参加した者もいた。

### 戦後の近代化
1962年6月にイアン・G・モリソン空軍少将が航空参謀総長に就任し、ニュージーランド空軍の近代化を監督することとなった。以下の航空機が購入または発注された。
- ダグラスA-4 スカイホーク – 主力軽攻撃機/戦闘機
- ロッキードP-3 オリオン– 海上哨戒機
- ロッキードC-130 ハーキュリーズ – 輸送機
- ベル47 – 訓練用ヘリコプター
- ベルUH-1 – 多用途ヘリコプター
- ウェストランド ワスプ – ヘリコプター

モリソンの近代化計画により、ニュージーランド空軍は当時の戦略的同盟関係を反映して、主にイギリス製航空機からアメリカ製航空機への切り替えを行った。ベル47の導入により、ニュージーランド空軍はヘリコプターを導入した。

### ベトナム戦争
1962年以降、ベトナム戦争においてニュージーランド空軍はニュージーランド軍人や物資の輸送を行った。

### 冷戦後
冷戦が終結すると、ニュージーランド空軍はニュージーランド政府より支出の削減を求められたこともあり、施設の統合や再編が行われた。

### 湾岸戦争
湾岸戦争中、2機のハーキュリーズと第40飛行隊の隊員がイギリス空軍のハーキュリーズ飛行隊に派遣された。

### 航空戦闘部隊の解散
1999年、当時の国民党政権はA-4スカイホークの置き換えのためF-16A/Bを発注したが、2001年のヘレン・クラーク率いる労働党政権の選出後にキャンセルされた。また、第2飛行隊、第14飛行隊、第75飛行隊が解散しニュージーランド空軍は航空戦闘能力を失った。その後、ニュージーランド空軍の戦闘機パイロットの大半はニュージーランドを離れ、オーストラリア空軍とイギリス空軍に配属された。
2007年10月、政府はベル47ヘリコプターの優先代替機としてアグスタA109を選定したと発表した。
2008年に国防大臣は、陸軍と海軍の活動を補完するために、アエルマッキ社製のジェット練習機17機すべてを再び運用開始したいという希望を表明した。ジョン・キー首相は2010年に、ジェット機の訓練が再開される可能性は極めて低いと述べた。

### 宇宙部隊の設立
2025年7月4日、初の宇宙作戦部隊となる第62飛行隊を設立した。設立時点での主な任務は、宇宙活動の監視・分析・把握とされる。

### 人道活動

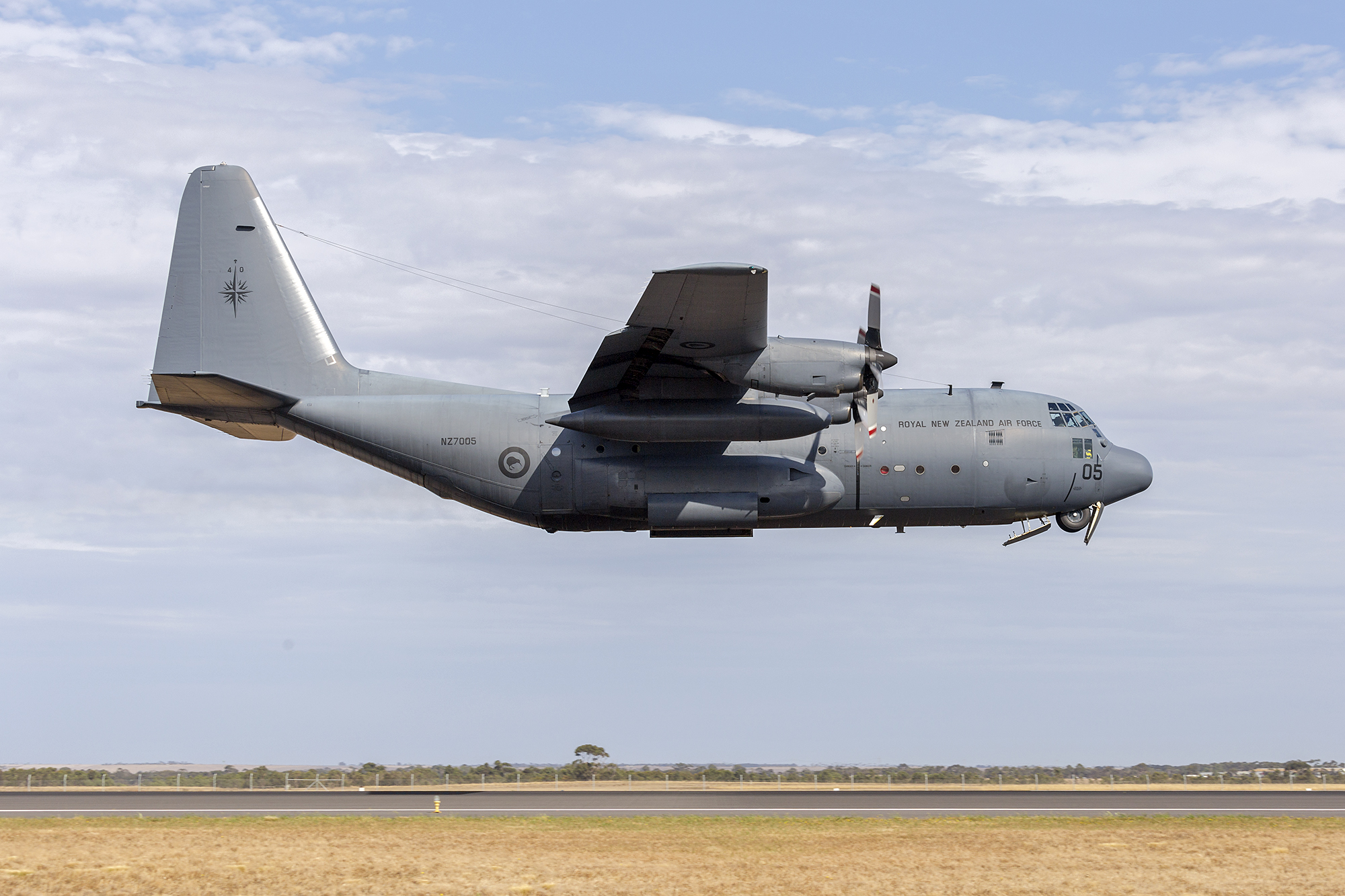
第40飛行隊のC-130Hハーキュリーズ

ニュージーランド空軍は国内の数多くの事件、特に自然災害に関与してきた。
- 2009年のサモア沖地震と津波の後、ニュージーランド空軍は当初、被害状況の調査と事件直後の遺体の捜索を行うため、P-3オリオンを数機派遣した。津波の翌日には、移動式遺体安置所、医療人員、物資を積んだC-130ハーキュリーズが現場に向かい、復旧作業を支援した。その後、ニュージーランド空軍はオーストラリア空軍、アメリカ海軍、アメリカ空軍と連携し、災害発生後数週間にわたり空輸と物資投下を行い、またサモアとトンガで地上支援を行った。ニュージーランド空軍とニュージーランド航空は、サモアからオークランドへのすべての観光客の避難も手配した。
- 2010年カンタベリー地震では、救援活動に当たる捜索救助チームをC-130がオークランド基地からクライストチャーチまで輸送した。
- 2011年のクライストチャーチ地震ではC-130ハーキュリーズ3機、ボーイング7572機、P-3オリオン1機、ビーチクラフトB2003機、ベルUH-1H3機を派遣し、救助に当たった。オーストラリア空軍と南アフリカ空軍のC-130も同地域に派遣され、ニュージーランド空軍と連携して活動した。
- 2011年12月、ロシアの漁船スパルタがロス海で氷山に衝突した際、ニュージーランド空軍のC-130がニュージーランドから南極のマクマード基地まで2回飛行し、途中で乗組員に物資を空中投下した[16]。
- 2013年、ニュージーランド空軍はハリケーン後の災害救援と地元住民の避難のため、C-1301機をフィリピンに派遣した。
- 2014年3月にマレーシア航空370便が行方不明になった後、ニュージーランド空軍のP-3K2がオーストラリア空軍バターワース基地（英語版）に派遣され、マレーシア航空機の捜索を支援した。その後、P-3と乗組員は任務を変更し、西オーストラリア州パース近郊のオーストラリア空軍ピアース基地（英語版）を拠点として活動し、他国の航空機と乗組員と共に南インド洋でマレーシア航空370便の捜索を行った。
- 海賊の脅威から貿易ルートを守るため、P-3K2が2014年7月から2015年12月まで中東に配備された。P-3K2は、この地域の連合海上部隊を支援して海賊対策と海上監視活動を実施した[17]。
- 2016年2月にフィジーを襲ったサイクロン・ウィンストン（英語版）への対応として、ニュージーランド空軍はP-3、C-130、ボーイング757、HMNZSカンタベリーに搭載されたNH902機を派遣した。ボーイング757にはニュージーランド消防専門部隊とニュージーランド陸軍の技術者も同乗した。
- 2016年北カンタベリー地震では被害状況調査のため同空軍のNH904機、C-130、P-3K2を派遣した。NH90は、1000人以上の観光客の避難と、カイコウラとその周辺地域への食料・物資の輸送を任務とした。米海軍とマレーシア空軍も、観光客の避難と救助隊員の輸送を支援するためにヘリコプターを提供した。11月15日夜遅くまでに約200人がカイコウラからヘリコプターで搬送されたが、翌朝もまだ約1,000人が避難を余儀なくされていた[18]。
- 2021年8月15日のカブール陥落後、ニュージーランド政府はカブールのハミド・カルザイ国際空港からニュージーランド軍を支援していたニュージーランド国民とアフガニスタン人の避難を支援するため、C-130ハーキュリーズ機（NZ7005）1機と部隊を派遣した[19]。8月26日、ニュージーランド空軍はカブール国際空港自爆テロ事件を受けて避難飛行を一時停止した。8月28日までに、ニュージーランド軍は370人をアフガニスタンからアラブ首長国連邦に避難させた[20][21]。

## 装備
現役で運用されている機体一覧。退役した機体に関しては英語版を参照。

### 固定翼機
| 名称          | 画像 | 製造国         | 種別       | 現用数 | 備考                            |
| ------------- | ---- | -------------- | ---------- | ------ | ------------------------------- |
| P-8A          |      | アメリカ合衆国 | 対潜哨戒機 | 4      |                                 |
| B757-200      |      | アメリカ合衆国 | 輸送機     | 2      |                                 |
| C-130J-30     |      | アメリカ合衆国 | 輸送機     | 5      |                                 |
| T-6C          |      | アメリカ合衆国 | 練習機     | 11     |                                 |
| キングエア350 |      | アメリカ合衆国 | 練習機     | 4      | うち2機は海上哨戒用に改造された |

### 回転翼機
| 名称     | 画像 | 製造国                            | 種別               | 現用数 | 備考                                  |
| -------- | ---- | --------------------------------- | ------------------ | ------ | ------------------------------------- |
| NH90 TTH |      | フランス ドイツ イタリア オランダ | 汎用ヘリコプター   | 8      | 9機目の機体は部品として使用されている |
| SH-2G    |      | アメリカ合衆国                    | 哨戒ヘリコプター   | 5      | 3機が部品取りのため運用から外された   |
| A109     |      | イタリア                          | 軽汎用ヘリコプター | 5      |                                       |